# Carline Ray
Carline Ray (* 21. April 1925 in New York City; † 18. Juli 2013 ebenda) war eine US-amerikanische Sängerin und Jazzmusikerin (Kontrabass, E-Bass, Gitarre, Piano, Gesang).

## Leben und Wirken
Ray, die aus einer Musikerfamilie stammte, erhielt eine musikalische Grundlegung durch ihre Eltern. Sie studierte Klavier und Komposition an der Juilliard School of Music. Nebenbei spielte sie Jazzgitarre und erhielt 1946 ein Engagement bei den International Sweethearts of Rhythm, mit denen sie ein gutes Jahr auf Tour war. 1948 und 1949 arbeitete sie als Sängerin im Orchestra von Erskine Hawkins. Anschließend studierte sie bis zum M.A. Gesang  an der Manhattan School of Music. Als Kontra-Alt sang sie mit der Schola Cantorium, den Camarata Singers, der Bach Aria Group und der American Opera Society. 
Mitte der 1950er etablierte sie sich auch als Bassistin. 1956 heiratete sie den Pianisten und Komponisten Luis Russell; ihre Tochter Catherine Russell (* 1956) ist ebenfalls professionelle Musikerin. Ray arbeitete mit Gunther Schuller, Igor Strawinsky, Leonard Bernstein, aber auch als Studiomusikerin für Patti Page, The McGuire Sisters, Della Reese, Sylvia Syms, Jimmy Smith und Quincy Jones. In der  Mary Lou’s Mass von Mary Lou Williams wirkte sie als Sängerin, aber auch als Bassistin. Mit der Band von Melba Liston ging sie auf Asientournee. Zwischen 1971 und 1984 arbeitete sie als Bassistin mit dem Tanztheater von Alvin Ailey, wo sie auch an der Aufführung von Werken Duke Ellingtons beteiligt war; sie sang als Solistin in den von Ailey choreographierten Revelations. Sie spielte auch mit den Bands von Seldon Powell, Tiny Grimes, Ruth Brown und Doc Cheatham. Mit Bertha Hope und Paula Hampton gründete sie 1995 die Band Jazzberry Jam! Kit McClure holte sie als Sängerin für ihr Sweethearts-of-Rhythm-Projekt. Ein erstes Album unter eigenem Namen Vocal Sides, das sie als Sängerin vorstellte und von ihrer Tochter produziert wurde, legte Ray 2013 vor. 
Ray erhielt 2005 den Mary Lou Williams Women in Jazz Festival Award und 2008 den International Women in Jazz Award. In dem Dokumentarfilm The Girls in the Band wird sie gewürdigt.

## Ausgewählte diskographische Hinweise
- Vocal Sides (1961–2013)

als Sidewoman
- International Sweethearts of Rhythm (1946–1947)
- Ruth Brown Live in London (1995)
- Jazzberry Jam! Live (1997)
- Linda Presgrave In Your Eyes (2000)